# شريط الوسائط المتقاطع

صورة شاشة الوسائط المتقطع لجهاز بلاي ستيشن 3

شريط الوسائط المتقاطع (بالإنجليزية: XrossMediaBar)‏، هي واجهة مستخدم رسومية لجهاز بلاي ستيشن 3، والتي طورها شركة سوني كمبيوتر إنترتنمنت، تميزت هذه الواجهة بأيقونات منتشرة أفقياً عبر الشاشة، يحرك نظام التنقل الأيقونات بدلاً من المؤشر، كما تطلبت وفرة الميزات والخدمات الجديدة لمستخدمي جهاز بلاي ستيشن 3، وضع شريط الوسائط المتقاطع مثل الألعاب والفيديوهات والصوتيات والخدمات الترفيهية، وجعل عالم بلاي ستيشن سريع التوسع وهي الأسهل في التنقل.